# Cercoux
Cercoux és un municipi francès situat al departament del Charente Marítim i a la regió de la Nova Aquitània. L'any 2007 tenia 1.111 habitants.

## Demografia

### Població
El 2007 la població de fet de Cercoux era de 1.111 persones. Hi havia 474 famílies de les quals 126 eren unipersonals (53 homes vivint sols i 73 dones vivint soles), 199 parelles sense fills, 113 parelles amb fills i 36 famílies monoparentals amb fills.
La població ha evolucionat segons el següent gràfic:
Habitants censats

### Habitatges
El 2007 hi havia 584 habitatges, 478 eren l'habitatge principal de la família, 48 eren segones residències i 59 estaven desocupats. 551 eren cases i 22 eren apartaments. Dels 478 habitatges principals, 355 estaven ocupats pels seus propietaris, 104 estaven llogats i ocupats pels llogaters i 19 estaven cedits a títol gratuït; 3 tenien una cambra, 33 en tenien dues, 75 en tenien tres, 123 en tenien quatre i 244 en tenien cinc o més. 388 habitatges disposaven pel capbaix d'una plaça de pàrquing. A 209 habitatges hi havia un automòbil i a 204 n'hi havia dos o més.

### Piràmide de població
La piràmide de població per edats i sexe el 2009 era:
| Homes | Edats   | Dones |
| ----- | ------- | ----- |
| 0     | 95 o +  | 8     |
| 12    | 90 a 94 | 4     |
| 16    | 85 a 89 | 20    |
| 8     | 80 a 84 | 12    |
| 36    | 75 a 79 | 28    |
| 40    | 70 a 74 | 40    |
| 48    | 65 a 69 | 40    |
| 32    | 60 a 64 | 28    |
| 36    | 55 a 59 | 32    |
| 40    | 50 a 54 | 44    |
| 32    | 45 a 49 | 36    |
| 32    | 40 a 44 | 16    |
| 40    | 35 a 39 | 32    |
| 28    | 30 a 34 | 56    |
| 16    | 25 a 29 | 16    |
| 16    | 20 a 24 | 16    |
| 40    | 15 a 19 | 20    |
| 40    | 10 a 14 | 28    |
| 44    | 5 a 9   | 16    |
| 8     | 0 a 4   | 12    |

## Economia
El 2007 la població en edat de treballar era de 640 persones, 422 eren actives i 218 eren inactives. De les 422 persones actives 344 estaven ocupades (204 homes i 140 dones) i 79 estaven aturades (32 homes i 47 dones). De les 218 persones inactives 84 estaven jubilades, 49 estaven estudiant i 85 estaven classificades com a «altres inactius».

### Ingressos
El 2009 a Cercoux hi havia 497 unitats fiscals que integraven 1.168,5 persones, la mediana anual d'ingressos fiscals per persona era de 13.990 €.

### Activitats econòmiques
Dels 32 establiments que hi havia el 2007, 1 era d'una empresa extractiva, 1 d'una empresa alimentària, 1 d'una empresa de fabricació d'altres productes industrials, 8 d'empreses de construcció, 8 d'empreses de comerç i reparació d'automòbils, 4 d'empreses de transport, 1 d'una empresa d'hostatgeria i restauració, 2 d'empreses de serveis, 3 d'entitats de l'administració pública i 3 d'empreses classificades com a «altres activitats de serveis».
Dels 13 establiments de servei als particulars que hi havia el 2009, 1 era una oficina de correu, 2 tallers de reparació d'automòbils i de material agrícola, 1 paleta, 2 fusteries, 3 lampisteries, 1 empresa de construcció i 3 perruqueries.
Dels 2 establiments comercials que hi havia el 2009, 1 era una botiga de menys de 120 m² i 1 una fleca.
L'any 2000 a Cercoux hi havia 50 explotacions agrícoles que ocupaven un total de 704 hectàrees.

## Equipaments sanitaris i escolars
L'únic equipament sanitari que hi havia el 2009 era una farmàcia.
El 2009 hi havia una escola elemental.

## Poblacions més properes
El següent diagrama mostra les poblacions més properes.